# CCL3
CCL3‏ (C-C motif chemokine ligand 3) هوَ بروتين يُشَفر بواسطة جين CCL3 في الإنسان.